# Laguna de Los Litres
Laguna de Los Litres är en sjö i Chile.   Den ligger i regionen Región del Biobío, i den södra delen av landet, 400 km söder om huvudstaden Santiago de Chile. Laguna de Los Litres ligger 111 meter över havet. Arean är 0,10 kvadratkilometer.
Trakten runt Laguna de Los Litres består till största delen av jordbruksmark. Runt Laguna de Los Litres är det ganska glesbefolkat, med 28 invånare per kvadratkilometer.